# Black Sands
Black Sands es el cuarto álbum del DJ británico Bonobo originalmente lanzado el 29 de marzo de 2010 por Ninja Tune. La cubierta cuenta con una fotografía tomada de Derwentwater , ubicada en el norte de Inglaterra.
El álbum incluye en total 12 temas, incluyendo el más sobresaliente "All In Forms" dónde hace aparición en los créditos finales de la película House at the End of the Street.

## Lista de canciones
Todas las canciones están compuestas e interpretadas por Bonobo.
1.  "Prelude" – 1:18
2.  "Kiara" – 3:50
3.  "Kong" – 3:58
4.  "Eyesdown" (Featuring Andreya Triana) – 5:26
5.  "El Toro" – 3:44
6.  "We Could Forever" – 4:20
7.  "1009" – 4:30
8.  "All in Forms" – 4:52
9. "The Keeper" (Featuring Andreya Triana) – 4:49
10. "Stay the Same" (Featuring Andreya Triana) – 4:45
11. "Animals" – 6:45
12. "Black Sands" – 6:49

## Personal
- Bonobo - piano, bajo, contrabajo, guitarra, guitarra clásica, mandolina, teclados, Fender Rhodes, harmonium, arpa, vibráfono, caja de música

- Andreya Triana - voz (pista 4, 9 y 10)

- Mike Simmonds - violines, violas

- Mike Lesirge - flauta, saxofón, clarinete (pista 5 y 12)

- Alan Hardiman - trombón (pista 5 y 10)

- Ryan Jacob - trompeta (pista 5 y 10)

- Jack Willey - saxofón (pista 10)

- Tom Chant - saxofón, clarinete bajo (pista 11)

- Graham Fox - batería (pista 11)

- Jack Baker - batería (pista 12)